# Gunther de Mersebourg
Gunther de Mersebourg, né avant 949 et mort le 13 juillet 982 près de Crotone en Calabre, fut margrave à Mersebourg puis margrave de Misnie de 981 à sa mort.

## Biographie
Gunther est le fils du comte Ekkehard († 954), seigneur dans les zones au confluent de la Saale et de l'Unstrut en Thuringe. Il semble possible que ses ancêtres soient apparentés à la dynastie des Ottoniens, notamment à Ekkehard († 936), un petit-fils d'Otton Ier de Saxe.

La marche de Mersebourg vers l'an 1004.

Après le décès du margrave Gero en 965, Gunther fut possessionné de la marche de Mersebourg par l'empereur Otton Ier. Telle est la conclusion que l'on peut déduire de l'acte de fondation de l'archevêché de Magdebourg en 968. L'attribution est confirmée dans un certificat fait par l'empereur Otton II en faveur du diocèse de Mersebourg.
En 966, sur ordre d’Otton Ier, Gunther arriva en Calabre pour combattre les forces byzantines de Nicéphore II Phocas.
Ayant rallié la cause de Henri le Querelleur contre le règne de son cousin Otton II de 974 à 976, l'empereur lui confisqua son titre et Gunther fut banni avec son fils Ekkehard et son margraviat revint à Thietmar de Misnie. Il ne se réconcila qu'en 979 avec l'empereur et, vers 981, il fut rétabli en tant que seigneur de la marche de Misnie, le patrimoine du margrave Thietmar. Peu tard, à la mort du margrave Wigger, Otton II lui confia également la marche de Zeitz.
Gunther rallia l'expédition d’Otton II en Mezzogiorno contre les Sarrasins de l’émir Abu al-Qasim, et le 13 juillet 982 trouva la mort à la bataille du cap Colonne en Calabre. Son successeur en tant que margrave de Misnie, Rikdag, a réunifié toute la partie méridionale de l'ancien marca Geronis sous son règne.

## Mariage et descendance
Selon Thietmar de Merseburg Gunther aurait épousé Dubravka († 977), fille du duc Boleslav Ier de Bohême, qui lui donna vers 960 un fils Gunzelin, qu'il présente comme le demi-frère de Boleslas Ier de Pologne. Le chroniqueur ne précise pas si elle est également la mère d'Ekkehard Ier († 1002), fils de Gunther et futur margrave de Misnie. On ignore dans quelles circonstances leur union s'achève car vers 965, Dubravka se remarie avec le duc polonais Mieszko Ier de la dynastie Piast.

## Source
- (de) Cet article est partiellement ou en totalité issu de l’article de Wikipédia en allemand intitulé « Gunther von Merseburg » (voir la liste des auteurs).